# 카페 콘 아로마 데 무헤르 (1994년 텔레노벨라)
《카페 콘 아로마 데 무헤르》(스페인어: Café con aroma de mujer)는 1994년부터 1995년까지 방영된 콜롬비아의 텔레노벨라이다.

## 같이 보기
- 카페 콘 아로마 데 무헤르 (2021년 텔레노벨라)